# Sambirano-Gabelstreifenmaki
Der Sambirano-Gabelstreifenmaki (Phaner parienti) ist eine Primatenart aus der Gruppe der Lemuren. 

## Merkmale
Das Fell der Sambirano-Gabelstreifenmakis ist an der Oberseite in einem hellen Graubraun gefärbt, die Unterseite ist gelblich. Entlang des Rückens erstreckt sich ein deutlicher Aalstrich, der hintere Teil des langen Schwanzes ist dunkel, die äußerste Schwanzspitze jedoch weißlich. Wie alle Gabelstreifenmakis weisen sie eine typische Gesichtszeichnung auf: zwei schwarze Streifen, die sich von der Kopfoberseite über die Augen bis zur Schnauze erstrecken.

## Verbreitungsgebiet und Lebensraum

Verbreitungsgebiet (rot) des Sambirano-Gabelstreifenmakis auf Madagaskar

Wie alle Lemuren leben Sambirano-Gabelstreifenmakis nur auf Madagaskar, ihr Verbreitungsgebiet umfasst die Sambirano-Region im nordwestlichen Teil der Insel. Ihr Lebensraum sind feuchte Wälder vom Meeresspiegel bis in 800 Meter Höhe, sie sind aber auch in Plantagen zu finden.

## Lebensweise
Über die Lebensweise dieser Tiere ist wenig bekannt. Vermutlich sind sie, wie alle Gabelstreifenmakis, nachtaktive Baumbewohner. Sie ernähren sich vorwiegend von Baumsäften, wofür sie die Baumrinde mit ihren spezialisierten Zähnen annagen können.

## Gefährdung
Aufgrund ihres kleinen, stark zersplitterten Verbreitungsgebietes wird die Art von der IUCN als „stark gefährdet“ (endangered) gelistet.